# Kunz (Musiker)
Marco Kunz (* 14. August 1985 in Mauensee), bekannt unter dem Künstlernamen Kunz, ist ein Schweizer Mundartmusiker aus dem Kanton Luzern.

## Karriere
Aufgewachsen ist Marco Kunz in Mauensee in einer musikalischen Familie. Sie sangen gemeinsam, der Vater war aktiv im Jodelklub Oberkirch und auf der Gitarre der Schwester lernte er, selbst zu musizieren. Sein erster musikalischer Erfolg war der Sieg beim nationalen Nachwuchsjodler-Preis im Alter von 10 Jahren. Dann war er Mitglied im Surseer Jugendchor und gehörte später einer Rockband an, mit der er auftrat. 2006 wurde er Mitglied der A-cappella-Gruppe a-live, die zahlreiche Auftritte auch über die Landesgrenzen hinaus absolvierte. Ab 2007 war er Dirigent des Chors b-live in Küsnacht und einige Zeit später wurde er musikalischer Leiter von a-live.
Bereits ab 2010 machte er auch Soloauftritte mit seiner eigenen Musik und 2012 verliess er a-live und unterschrieb einen Vertrag mit Universal. Im selben Jahr nahm er das Minialbum Chopf, Härz, Hand mit sechs Liedern auf. Produzent war Phil Merk aus der Band von Baschi. Im Dezember gewann er beim Kleinen Prix Walo den Nachwuchspreis als bester Sänger.
Im Mai 2014 erschien dann das erste grosse Album von Kunz mit dem Titel Eifach so. Es stieg auf Platz 21 der Schweizer Hitparade ein. Danach wurde es zum Dauerbrenner, es kehrte immer wieder in die Charts zurück und war zusammengenommen über ein Jahr in den Top 100 platziert. Beste Platzierung war Platz 13 im Anschluss an einen Auftritt beim Energy Air in Bern, der auch sein Lied Lüüt so wie mer auf Platz 3 der Singlecharts brachte. Für 10'000 verkaufte Einheiten wurde das Album mit einer Goldenen Schallplatte ausgezeichnet.
Sein zweites Album Mundart Folk – so nennt er selbst seine Musikrichtung – veröffentlichte er bereits ein Jahr später. Diesmal stieg es direkt auf Platz eins ein und erneut verbrachte es fast ein Jahr in den Charts. Im Frühjahr 2016 erhielt er beim Prix Walo die Auszeichnung als Newcomer des Jahres 2015. Zum Film des Jahres Schellen-Ursli hatte er ausserdem den Song Chliini Händ beigetragen. Anfang 2017 erschien das dritte Album No Hunger und zum zweiten Mal in Folge stieg er damit an der Chartspitze ein.
2021 nahm er an der zweiten Staffel Sing meinen Song – Das Schweizer Tauschkonzert teil.
Kunz trägt auch den Spitznamen «Alpen-Gosling», weil er im Aussehen dem kanadischen Schauspieler Ryan Gosling ähnelt.

## Diskografie

### Studioalben
- 2014: Eifach so
- 2015: Mundart Folk
- 2017: No Hunger
- 2019: Förschi
- 2021: Mai
- 2023: Proviant

### Livealben
- 2023: Weisch no (Live Unplugged)

### EPs
- 2012: Chopf, Härz, Hand

### Singles
- 2014: Lüüt so wie mer
- 2015: Olten
- 2015: Chliini Händ
- 2017: Schlof nome ii (Live)
- 2018: L.I.E.B.I.
- 2019: S Gröschte
- 2019: Üses Lied
- 2019: Emmer no (Sommer Remix)
- 2020: Möuchstross
- 2020: Musig
- 2021: Aff
- 2021: Truurig sii
- 2022: Ciao (Versione Estate)
- 2022: mitenand
- 2022: Us de Region
- 2022: Vierwaldstättersee (Winter Edition)

## Auszeichnungen für Musikverkäufe
Anmerkung: Auszeichnungen in Ländern aus den Charttabellen bzw. Chartboxen sind in ebendiesen zu finden.
| Land/RegionAuszeichnungen für Musikverkäufe (Land/Region, Auszeichnungen, Verkäufe, Quellen) | Gold     | Platin     | Verkäufe | Quellen      |
| -------------------------------------------------------------------------------------------- | -------- | ---------- | -------- | ------------ |
| Schweiz (IFPI)                                                                               | 2× Gold2 | 2× Platin2 | 60.000   | hitparade.ch |
| Insgesamt                                                                                    | 2× Gold2 | 2× Platin2 |          |              |

## Auszeichnungen und Nominierungen

### Auszeichnungen
- 2015: Prix Walo – Kategorie: "Newcomer"[8]
- 2017: Prix Walo – Kategorie: "Pop/Rock"[9]
- 2022: Swiss Music Awards – Kategorie: "Best Male Act"[10]
- 2022: Swiss Music Awards – Kategorie: "Best Album" (für Mai)[11]

### Nominierungen
- 2018: Swiss Music Awards – Kategorie: "Best Male Solo Act"[12]
- 2020: Swiss Music Awards – Kategorie: "Best Male Solo Act"[13]
- 2020: Swiss Music Awards – Kategorie: "Best Album" (für Förschi)[14]